# Šumarice-Gedenkpark
Der Šumarice-Gedenkpark (auch Oktober-Gedenkpark) ist ein ab 1955 angelegter Gedenkpark in Kragujevac in Serbien. In dem Park befinden sich sieben Denkmäler, die an die Massaker von Kraljevo und Kragujevac erinnern. Der Park selbst wurde durch den Landschaftsarchitekten Smiljan Klaić mit Mihajlo Mitrović und Radivoje Tomić entworfen. Zudem befindet sich dort das Museum 21. Oktober, nach dem Tag des Massakers von Kragujevac. Der Park, das Museum und die Denkmäler sind von bedeutenden Künstlern und Architekten Jugoslawiens geschaffen worden und bilden ein bedeutendes Zeugnis jugoslawischer Erinnerungskultur.

## Park
Die Planung für den Park wurde 1953 ausgeschrieben. Er wurde ab 1955 angelegt und besteht aus Wiesen und Waldflächen. Der Name Šumarice leitet sich vom serbokroatischen Wort šuma ab, was Wald bedeutet.

## Denkmäler

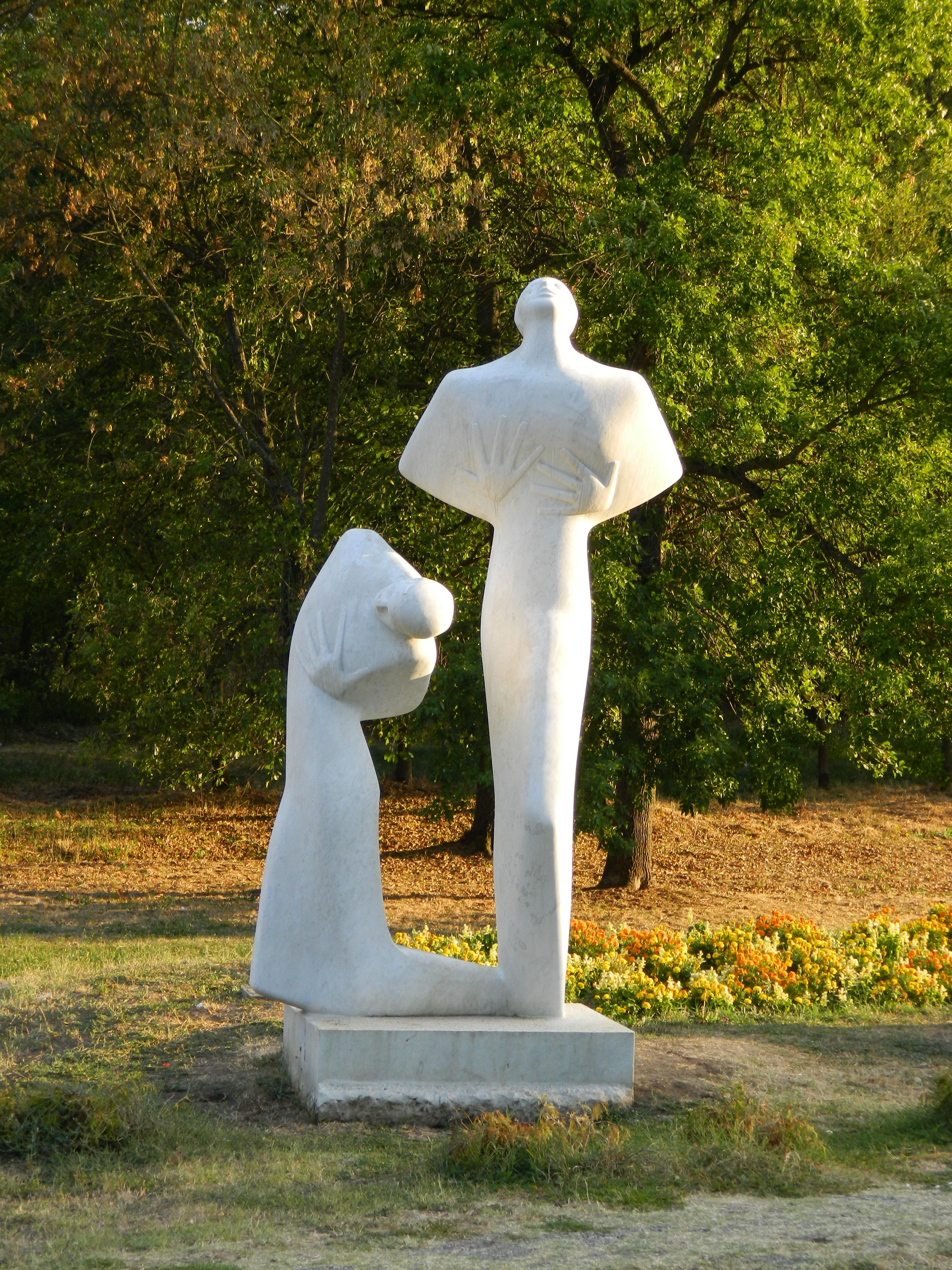
Schmerz und Missachtung (2012)

### Schmerz und Missachtung(1959)
44° 1′ 2″ N, 20° 53′ 31″ O
Das Denkmal Schmerz und Missachtung gedenkt der einzigen bei den Massakern getöteten Frau, der Studentin Nada Naumović. Sie war eine Unterstützerin der Partisanen und wurde am 20. Dezember 1951 zur jugoslawischen Nationalheldin erklärt. Es war das erste Denkmal im Gedenkpark, wurde aus Marmor gefertigt und stellt zwei stilisierte Menschen da, einen halb niedergekrümmten Mann und eine Frau, mit dem Kopf schreiend in den Nacken. Entworfen wurde es durch den jugoslawischen Bildhauer Ante Gržetić.
Auf dem Denkmal befindet sich im Marmor eine eingravierte Inschrift:

„Auf diesem milden Hügel, den sie so sehr liebte, ist die junge Studentin Nada Naumović, Mitglied der Kommunistischen Partei, gefallen, gemeinsam mit 250 Arbeitern aus Kragujevac. Die Kommunistische Partei und die Arbeiterklasse waren in ihren Gedanken.“

Die Skulptur war 1967 Gegenstand einer Briefmarke der DDR.

### V-3Denkmal für die hingerichteten Schüler und Lehrer (1953)
44° 0′ 57,8″ N, 20° 53′ 9,1″ O

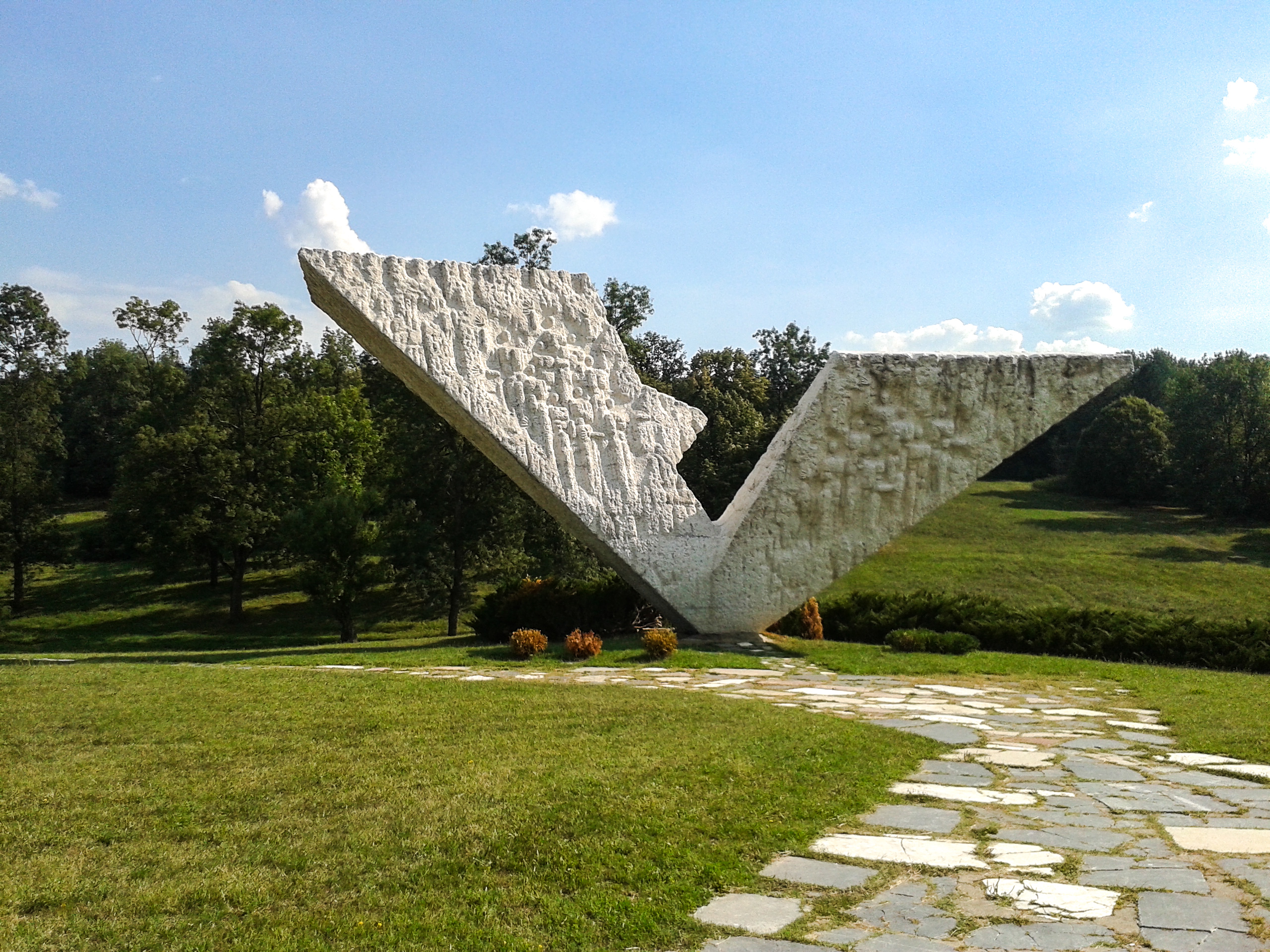
Denkmal für die hingerichteten Schüler und Lehrer

Das Massaker von Kragujevac war der Massenmord an 2.778 bis 2.794 meist serbischen Männern und Jungen in Kragujevac durch deutsche Soldaten am 21. Oktober 1941. Es ereignete sich im deutsch besetzten Gebiet Serbiens während des Zweiten Weltkriegs und diente als Vergeltung für aufständische Angriffe im Bezirk Gornji Milanovac, bei denen zehn deutsche Soldaten getötet und 26 weitere verletzt wurden. Die Zahl der zu erschießenden Geiseln wurde als Verhältnis von 100 hingerichteten Geiseln für jeden getöteten deutschen Soldaten und 50 hingerichteten Geiseln für jeden verwundeten deutschen Soldaten berechnet, eine Formel, die von Adolf Hitler entwickelt wurde, um den Widerstand gegen die Nazis in Osteuropa zu unterdrücken. Die getötete Kinder (Schüler) waren zwischen 8 und 15 Jahre alt. 
Das Denkmal wurde direkt an der Stelle des Massengrabes der ermordeten Schüler und Lehrer errichtet. Es handelt sich um das bekannteste Denkmal des Parks und ist ein Symbol für die gesamte Stadt geworden. Das Denkmal wurde auch auf einer jugoslawischen Briefmarke gewürdigt.

### Denkmal für den Widerstand und die Freiheit (1963)
44° 1′ 31,8″ N, 20° 54′ 0,7″ O

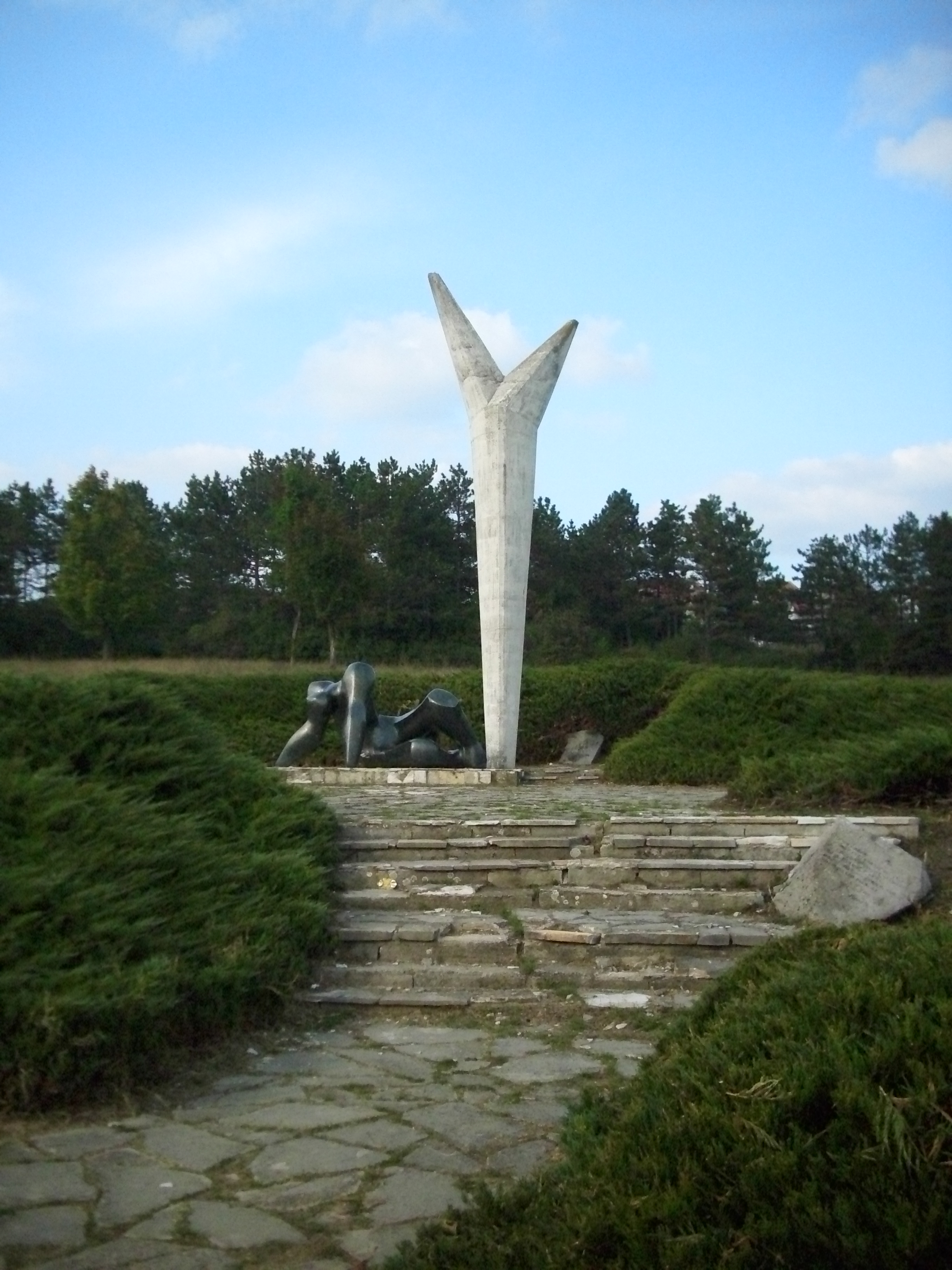
Denkmal für den Widerstand und die Freiheit (1963)

Das Denkmal für den Widerstand und die Freiheit markiert ein Massengrab des Massakers vom Oktober 1941, welches sich an dieser Stelle befindet. Es besteht aus einem etwa 12 Meter hohen Betonobelisken, dessen Ende sich aufgabelt, sowie einer Bronzestatue. Der Obelisk weist Ähnlichkeiten zum lateinischen Buchstaben V auf, welcher für Victory (englisch für Sieg), also den Sieg der Partisanen über den Faschismus stehen könnte.
Die Bronzestatue zeigt eine stilisierte Person, die an ihren Wunden zusammengebrochen halb auf dem Boden liegt. Sie symbolisiert die Menschen, die hier ermordet wurden.
Denkmal und Bronze wurden von dem Künstler Ante Gržetić entworfen, der auch das Denkmal Schmerz und Missachtung (siehe oben) schuf.

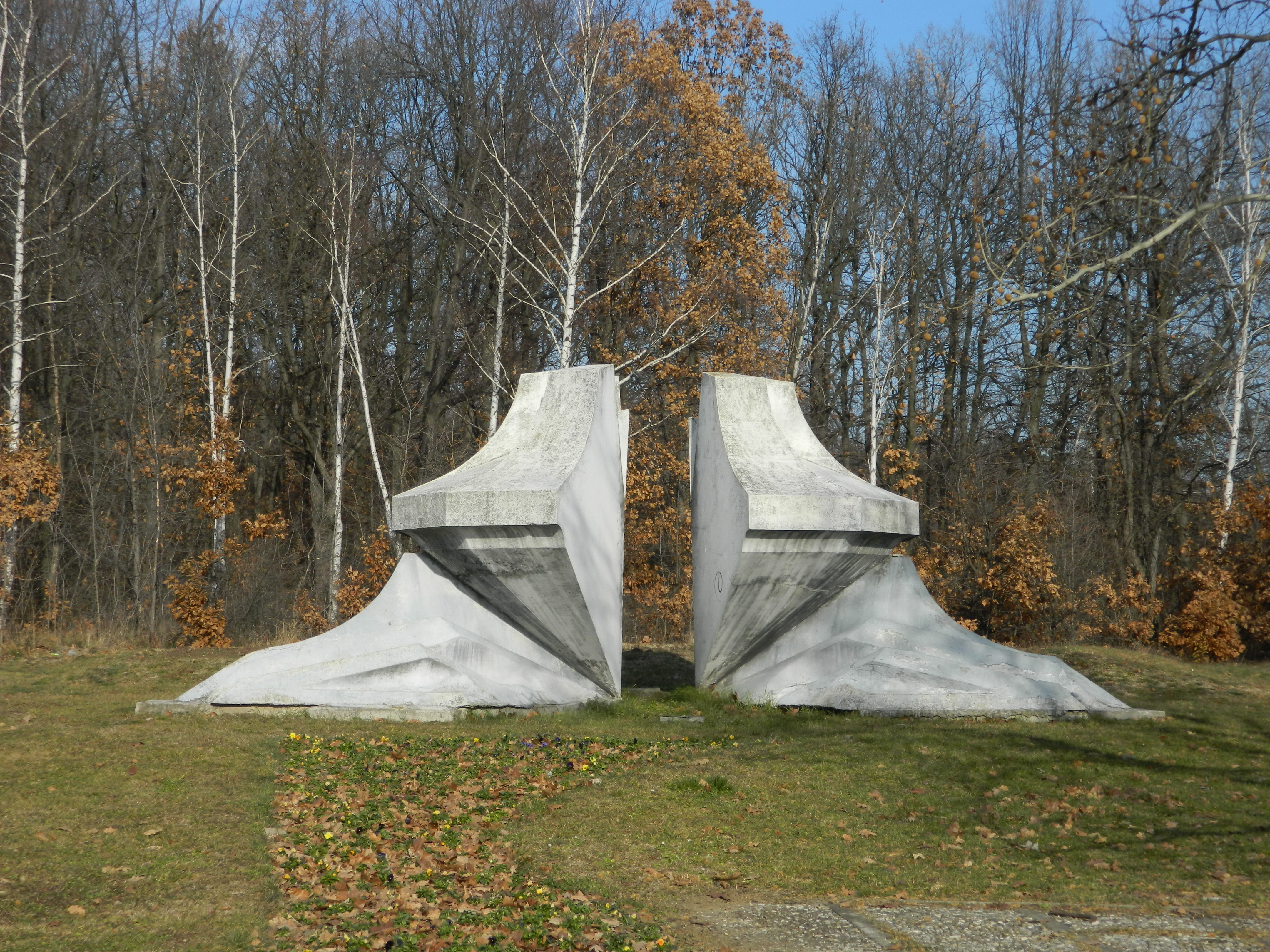
Kristallblume (2012)

### Kristallblume(1968)
44° 1′ 2″ N, 20° 52′ 57″ O
Das Denkmal Kristallblume wurde 1968 durch den jugoslawischen Künstler Nebojša Delja geschaffen. Es gedenkt einem 15-jährigen Roma, der an dieser Stelle mit diversen Erwachsenen zusammen erschossen und in einem Massengrab begraben wurde.
Die stilisierte knospende Blüte soll die Reinheit und Unschuldig der Jugend symbolisieren. Sie ist in der Mitte durchschnitten, was das zu frühe Ende dieses Lebens symbolisieren soll.
Auf einem Stein in der Nähe des Denkmals ist die serbokroatische Übersetzung der letzten Zeile des Gedichtes Kinderen met Krekelstem (deutsch Kinder mit Grillenstimmen) des belgisch-flämischen Dichters Karel Jonckheere:

„Was ich heute Nacht höre, kommend von dem glänzenden Gras, können meine Lippen nicht äußern: Kinder mit Stimmen wie Grillen wurden Grillen mit Stimmen wie Kinder“

### Steinschläfer(1970)
44° 1′ 38″ N, 20° 52′ 58″ O
Das Denkmal Steinschläfer gedenkt den ermordeten Menschen aus den umliegenden Dörfern und Städten, die mit den anderen Denkmälern noch unerwähnt bleiben. Das Denkmal besteht aus kleinen terrassierten Flächen, die mit Betonplatten belegt sind und mit kleinen Betonpylonen umgeben sind. Zudem sind dort diverse abstrakte Marmorskulpturen sowie ein etwa zwei Meter hoher Marmorzylinder. Es wurde 1970 von dem Künstler Gradimir Bosnić und der Künstlerin Jelica Bosnić geschaffen.
Auf dem Zylinder befindet sich eine serbokroatische Inschrift, die letzte Zeile des Gedichtes Brotnjice aus dem Gedichtband Steinschläfer (1966) von Mak Dizdar:

„Steinschläfer, ich erzählte dir alles was ich darüber wusste, aber wenn du mehr wissen willst, geh und frag die Vögel“

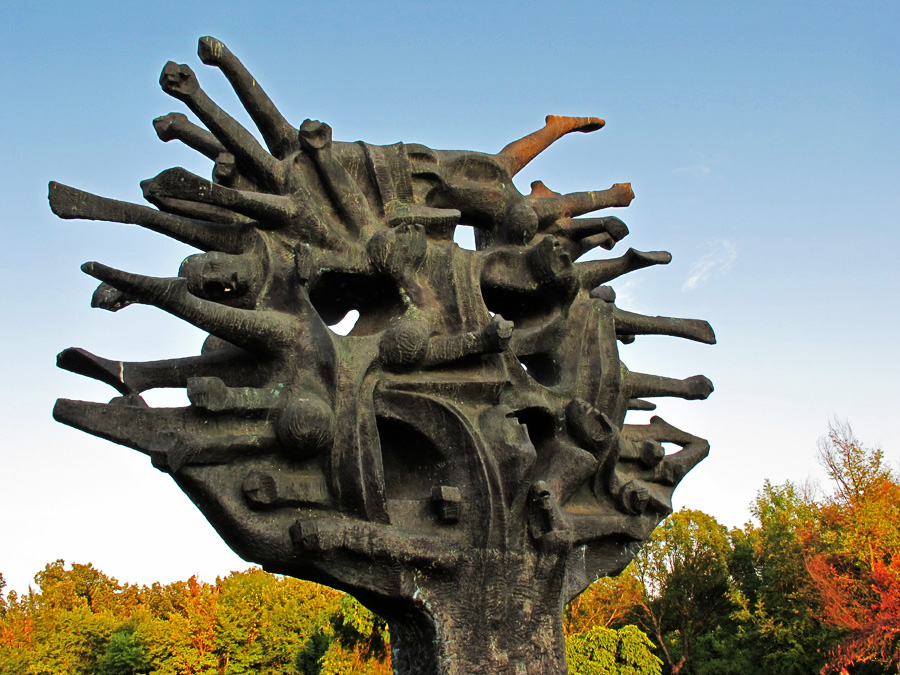
Hundert für Einen (2011)

### Hundert für Einen(1980)
Das Denkmal Hundert für Einen des jugoslawischen Künstlers Nandor Glid von 1980 ist aus Bronze gefertigt und auf einem Betonsockel platziert. Es zeigt menschliche Körper, die in der Form eines Baumes angeordnet sind. Dies symbolisiert sowohl die Schönheit der Gegend in der diese grausame Tat geschah, als auch die Stärke der serbischen Bevölkerung, dieses Leid zu ertragen und Widerstand zu leisten.
Die Bezeichnung Hundert für Einen bezieht sich auf die Anweisung des Wehrmachtsoffiziers Franz Böhme, für jeden getöteten deutschen Soldaten einhundert serbische Zivilisten zu ermorden.

### Kreise(1981)

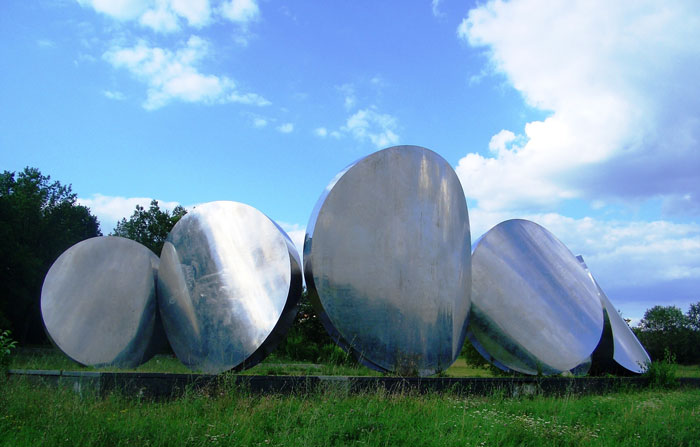
Kreise (2009)

Das Denkmal Kreise wurde 1981 von dem jugoslawischen Bildhauer Vojin Bakić geschaffen und erinnert an die Massengräber, die sich in seiner unmittelbaren Umgebung befinden. Das Denkmal besteht aus fünf verbundenen Kreisen aus Edelstahl, die alle in die dritte Raumebene verformt sind. Während Kreise für Perfektion und Harmonie stehen, symbolisieren sie die Gräueltaten, die in dieser sonst so idyllisch erscheinenden Landschaft begangen wurden.

## Museum21. Oktober
44° 1′ 16,7″ N, 20° 53′ 39,6″ O

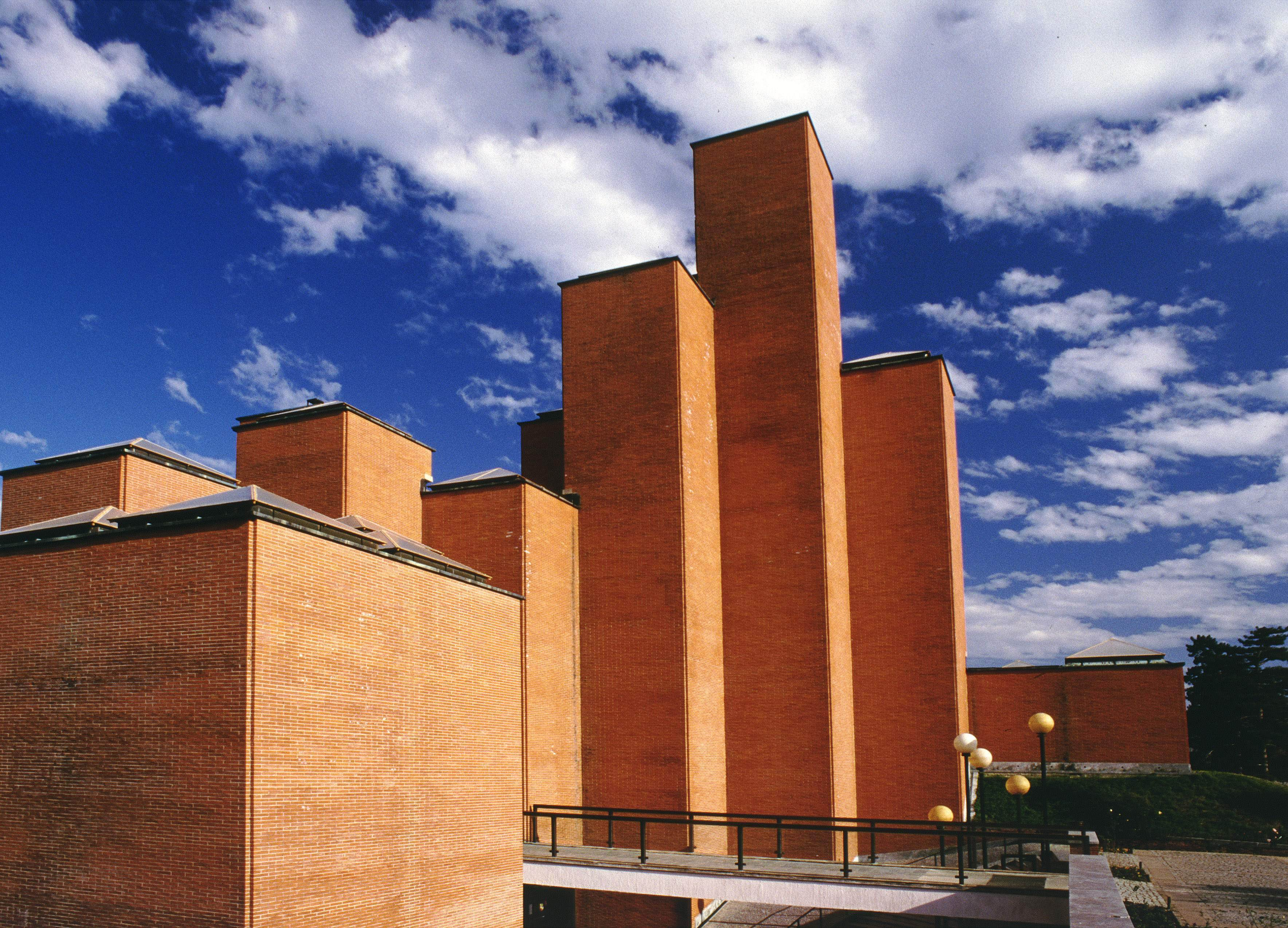
Museum 21. Oktober (2006)

Das am 21. Oktober 1976 eröffnete Museum enthält eine Ausstellung, eine Bibliothek sowie diverse Kunstwerke zu den Massakern. Es wurde ab 1971 nach Plänen der Architektinnen Ivana Antić und Ivanka Raspopović erbaut. Das Museum besteht aus 33 Backsteinsäulen, die symbolisch für die 33 Massengräber auf dem Gelände stehen. Zur Zeit seiner Eröffnung handelte es sich um eines der modernsten Museen Jugoslawiens und nutzte diverse audiovisuelle Technologie. Einige Kunstwerke des Museums befinden sich sowohl im Inneren auch in unmittelbarer Nähe um das Museum.

## Entwicklung nach dem Zerfall Jugoslawiens
Der Park befindet sich bis heute in gutem Zustand und wird gepflegt und besucht. Nach dem Zerfall Jugoslawiens wurden einige weitere Denkmäler errichtet. Einige Denkmäler wurden restauriert, während andere in schlechterem Zustand sind. Der Gesamtzustand ist jedoch gut. Die Anlage ist seit 1979 als Denkmal von herausragender Bedeutung geschützt.